# Jürgen Domes

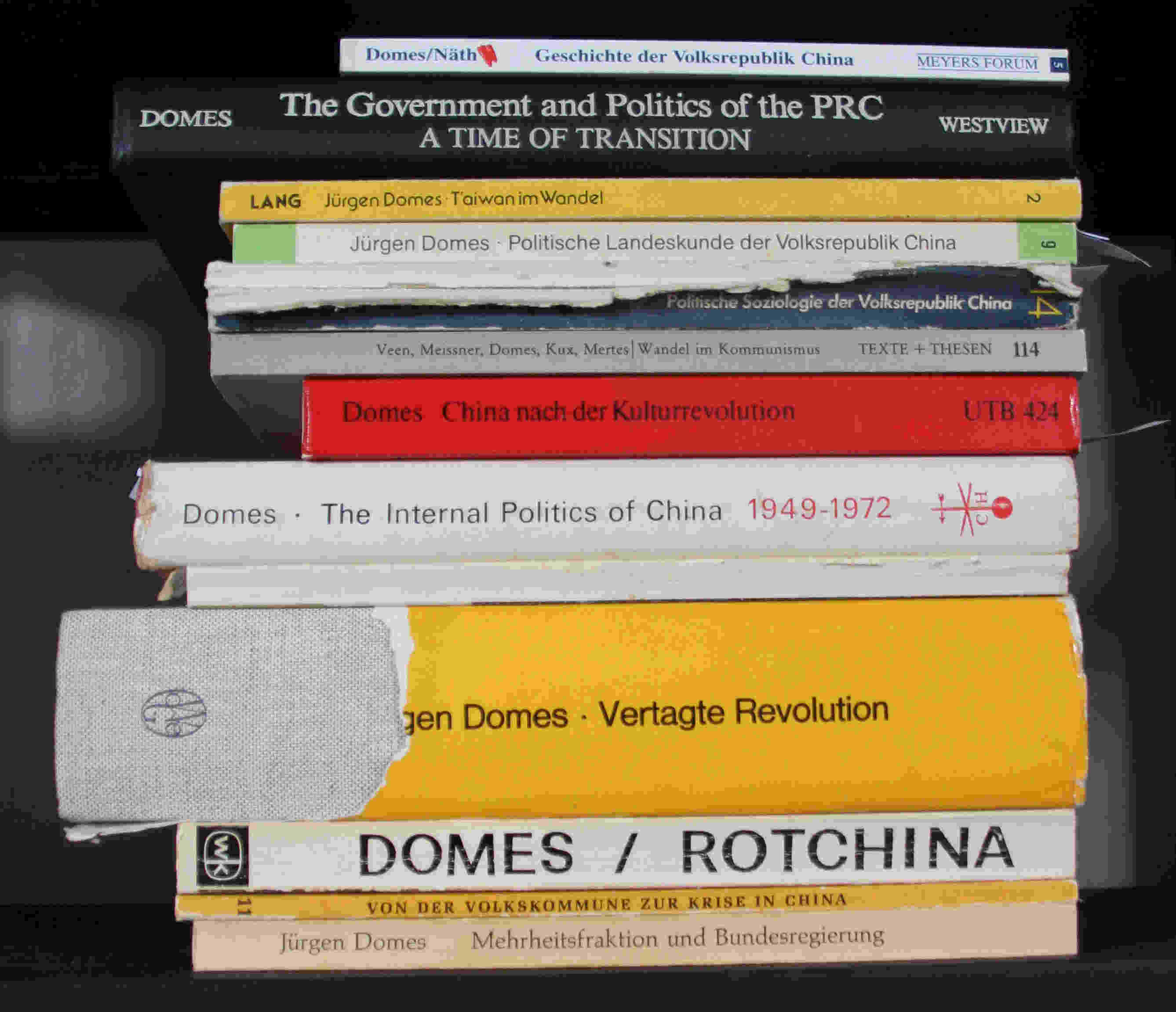
Jürgen Domes a écrit un certain nombre de publications de livres, ici certaines de la période 1964 à 1992

Jürgen Otto Dômes (né le 2 avril 1932 à Lübeck  et mort le 22 septembre 2001  à Sulzbach) est un politologue allemand. Il est le premier en Allemagne à entreprendre des études de sciences sociales en Chine et créé un poste de "Politique de la Chine et de l'Asie de l'Est" dans les années 1960, d'abord à l'Institut Otto-Suhr de la Freie Universität Berlin et à partir de 1975 à l'université de la Sarre à Sarrebruck dans les cours d'études régionales. Contrairement à la sinologie, qui traite de la langue, de la culture et de l'histoire classiques de la Chine, Domes décrit le sujet de ce cours comme « la recherche sur la Chine contemporaine ». Pendant longtemps, le cours est controversé dans les séminaires de sinologie ainsi que dans les sciences sociales, qui considèrent la recherche sur la Chine comme une entreprise exotique. Alors que le travail scientifique de Domes est reconnu dans le monde entier en dehors de l'Allemagne, la « recherche contemporaine sur la Chine » en tant que matière universitaire, notamment la terminologie développée par Domes, ne s'est établie en Allemagne qu'après sa mort.

## Biographie
Domes étudie les sciences politiques, la théologie protestante, l'histoire et la sociologie aux universités de Marbourg et de Heidelberg. En 1960, il obtient son doctorat sous la direction de Dolf Sternberger avec une thèse sur "La loi volontaire dans le deuxième Bundestag allemand - Une étude sur le comportement d'opposition du Parlement". À partir de 1964, il enseigne à l'Institut Otto Suhr de la Freie Universität Berlin, où il écrit en 1967 sur le thème « Révolution retardée - L'influence de la structure, de l'organisation et des méthodes de règle du Kuomintang sur le processus de développement en Chine comme exemple de la politique des partis uniques non totalitaires dans les pays en voie de développement . En 1968, il est professeur invité à l'université de Caroline du Sud.
En 1975, il rejoint l'université de la Sarre en tant que successeur de Christian von Krockow et de Karl Kaiser. Il y enseigne les sciences politiques et devient directeur du département "Politique de la Chine et de l'Asie de l'Est" . Il est en 1986/87 Doyen de la Faculté de droit et d'économie.
Le 19 novembre 1976, Domes devient également l'un des trois présidents de la Bund Freiheit der Wissenschaft (BFW), une association fondée en 1970 pour la politique éducative en réponse au mouvement étudiant, avec Clemens Christians et Thomas Nipperdey. Il en occupe un poste jusqu'en 1982.
À partir de 1981, Domes est membre de l'Académie allemande des sciences et des arts des Sudètes.
Jürgen W. Falter qualifie Domes d'«archiconservateur libéral»; il a une "réputation internationale". Eberhard Sandschneider le décrit comme un "pionnier de la recherche internationale sur la Chine" qui a établi des normes en "analysant avec précision 150 publications" .
L'historien et publiciste Götz Aly écrit dans sa publication de 2007 Unser Kampf 1968 que Domes était déjà "un expert de haut rang" avec ses publications sur la Chine à la fin des années 1960 et un "scientifique qui travaillait empiriquement avec soin et jugeait prudemment. L'anticommunisme bouillonnant n'a nullement obscurci sa vision.

## Distinctions
- 1975 : Médaille Sophie Charlotte des Arts et des Sciences [9]